# Amata repicta
Amata repicta är en fjärilsart som beskrevs av Hermann Stauder 1928. Amata repicta ingår i släktet Amata och familjen björnspinnare. Inga underarter finns listade i Catalogue of Life.